# Ridderorden in Venezuela
Venezuela heeft na de onafhankelijkheid van Spanje een aantal ridderorden naar Europees model ingesteld.
- De Orde van de Bevrijder
- De Orde van Andrés Bello
- De Orde van de Buste van Bolivar
- De Orde van Francisco de Miranda
- De Militaire Orde van Generaal Rafael Urdaneta
- De Militaire Orde van Generaal José Antonio Páez
- De Ster van Carabobo
- De Orde van de 27e juni
- De Orde van Verdienste van het Leger (Spaans: "Orden al Mérito del Ejército")
- De Orde van Sportieve Verdienste (Spaans: "Orden al Mérito Deportivo")
- De Orde van Francisco Conde (Spaans: "Orden Francisco conde")
- De Orde van de Oversteek van de Andes (Spaans: "Orden Paso de los Andes")
- De Orde van de Veldtocht van Carabobo (Spaans:Orden de Campaña de Carabobo")
- De Orde van Cedeño Plaza Ferrear (Spaans: "Orden Cedeño Plaza Ferrear")